# Ryggkota

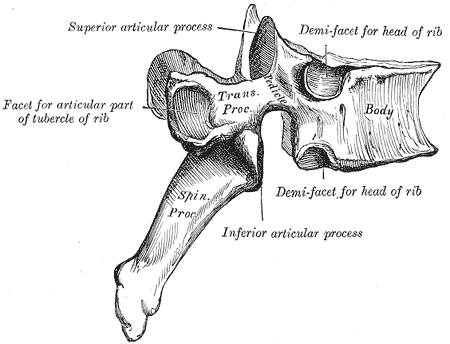
Thorakalkota
(ur: Gray's Anatomy, 1918.

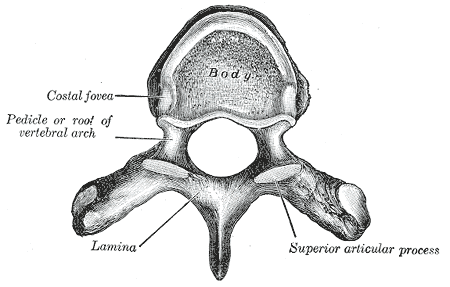
Thorakalkota
(ur: Gray's Anatomy, 1918.

Ryggkota (latin: vertebra(e)) är de enskilda ben som bygger upp ryggraden (columna vertebralis). 
I människans kropp finns 33 ryggkotor. 24 presakralkotor som består av sju halskotor, tolv bröstkotor och fem ländkotor. Dessutom bildas svansbenet av de fem sakralkotorna som består av korsbenet och de fyra svanskotorna.
Kotans främre kraftiga del kallas kotkropp. Ryggkotorna skiljs åt av 23 mellankotsskivor (disci intervertebrales). Ryggkotornas storlek minskar kranialt, alltså närmare skallen.

## Grundform
Ryggkotorna är olika utformade i olika delar av ryggraden men har alla samma grundform. Riktad framåt (anteriort, in mot kroppen) finns kotkroppen (corpus vertebrae) och bakom denna (posteriort) kotbågen (arcus vertebrae) som omger kothålet (foramen vertebrale). Bågen består av två rötter (pediculus arcus vertebrae) som övergår i två plattor (lamina arcus vertebrae). Ledtappar (processus articulares) artikulerar mot över- och underliggande kotor och begränsar rörelsefriheten.
Kotbågarna har tre utskott. Två tvärutskott (processus transversi) som är riktade lateralt bakåt och utgör viktiga fästen för muskler och ledband, och ett taggutskott (processus spinosus) som är riktat dorsalt.
Ryggkotornas kothål bildar ryggradskanalen där ryggmärgen finns.

## Halskotor

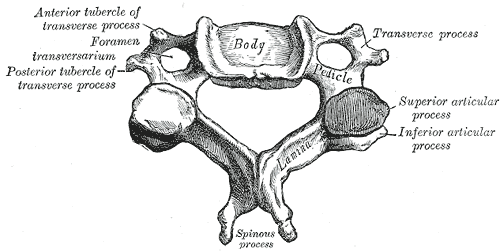
Cervikalkota

Halskotorna (cervikalkotor, vertebrae cervicales, C1-C7) är de minsta ryggkotorna som sitter högst upp i ryggraden. Med undantag för den sjunde och sista har de små taggutskott (det sjunde taggutskottet är det första palperbara). 
Den stora rörlighet som är möjlig i nacken beror mycket på den första halskotan, ringkotan (atlas), som ledar mot nackbenet (occipitalbenet) respektive den andra kotan, C II tappkotan (axis). Det är främst atlas som gör att kraniet kan röras uppåt och nedåt och axis som tillåter böjning åt vänster och höger.

## Bröstkotor

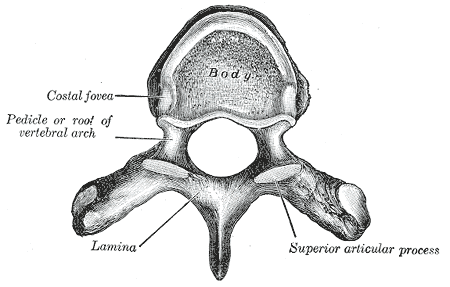
Thorakalkota

Bröstkotornas (thorakalkotor, vertebrae thoracicae, T1-T12) taggutskott är riktade nedåt och är längre än de övriga kotornas. Bröstkotorna är de ryggkotor som ledar mot revbenen (costae) och revbenens ledfasetter gör dem lätta att känna igen. De är större än halskotorna men mindre än ländkotorna.
Viss rotation förekommer mellan bröstkotorna, men lederna mot bröstkorgen (thorax) förhindrar mycket av flexionen i denna del av ryggraden.

## Ländkotor

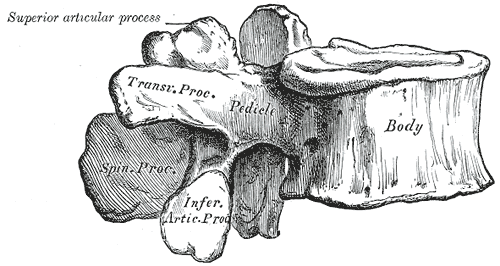
Lateral vy av en ländkota.
Ur: Gray's Anatomy, 1918.

Ländkotorna (lumbalkotor, vertebrae lumbales, L1-L5) upptar trycket från alla de överliggande kotorna och är därför de största och mest robusta i den presakrala ryggraden. De medger avsevärd flexion och extension men begränsad lateralflexion (böjning åt sidan) och rotation. Ländkotornas mellankotsskivor skapar korsryggens karaktäristiska inåtböjning. Ländkotorna är lätta att känna igen genom avsaknade av hål i tvärutskotten.
Med sina små taggutskott och breda tvärutskott avviker den femte och nedersta ländkotan från de övriga.

## Sakralkotor
| Korsbenet |  | Svansbenet |
| Korsbenet |  | Svansbenet |

Sakralkotorna (vertebrae sacrales, S I–S V) är sammanväxta till korsbenet (os sacrum) som utgör en del av bäckenet (pelvis).

## Svansbenet
Svansbenet (os coccygis) består av fyra sammanväxta svanskotor (vertebrae coccygeae, Co I–Co V). Den utgör ryggradens nedre (kaudala) avslutning.